# Maurice-Bernard Endrèbe
Maurice-Bernard Endrèbe (Limoges, 27 settembre 1918 – Parigi, 10 luglio 2005) è stato uno scrittore, traduttore e autore televisivo francese.

## Biografia
La sua notorietà deriva principalmente dalla sua attività di traduttore (a lui si attribuiscono più di trecento traduzioni); come autore è particolarmente attento al genere del giallo e del poliziesco.
Le sue opere sono state pubblicate sotto diversi pseudonimi: Maurice Endrèbe, Maurice Derbène, Louise Lalane, Guy Hollander et Roger Martens.
Il suo nome è legato in modo particolare al riconoscimento letterario Grand prix de littérature policière, che Endrèbe ha fondato nel 1948.
Nel 1960 è apparsa la serie televisiva Les Cinq dernières minutes, di cui Entrèbe ha sceneggiato il primo episodio, intitolato Dernier cri.

## Opere
- Une femme est morte, racconto, 1935
- Malédiction sur l'Aster, in A la page, 1939
- Sudario scarlatto (La Vieille Dame sans merci, 1952), Il Giallo Mondadori, 1955, n. 339
- Gondoles pour le cimetière, 1955
- Le mur d'ombre, 1957
- La pire des choses, 1947
- Danger intime, 1948
- La dernière heure et la pire, 1976
- L'indizio (L'indice, 1977), Il Giallo Mondadori, 1979, n. 1608